# Georges Sabbagh

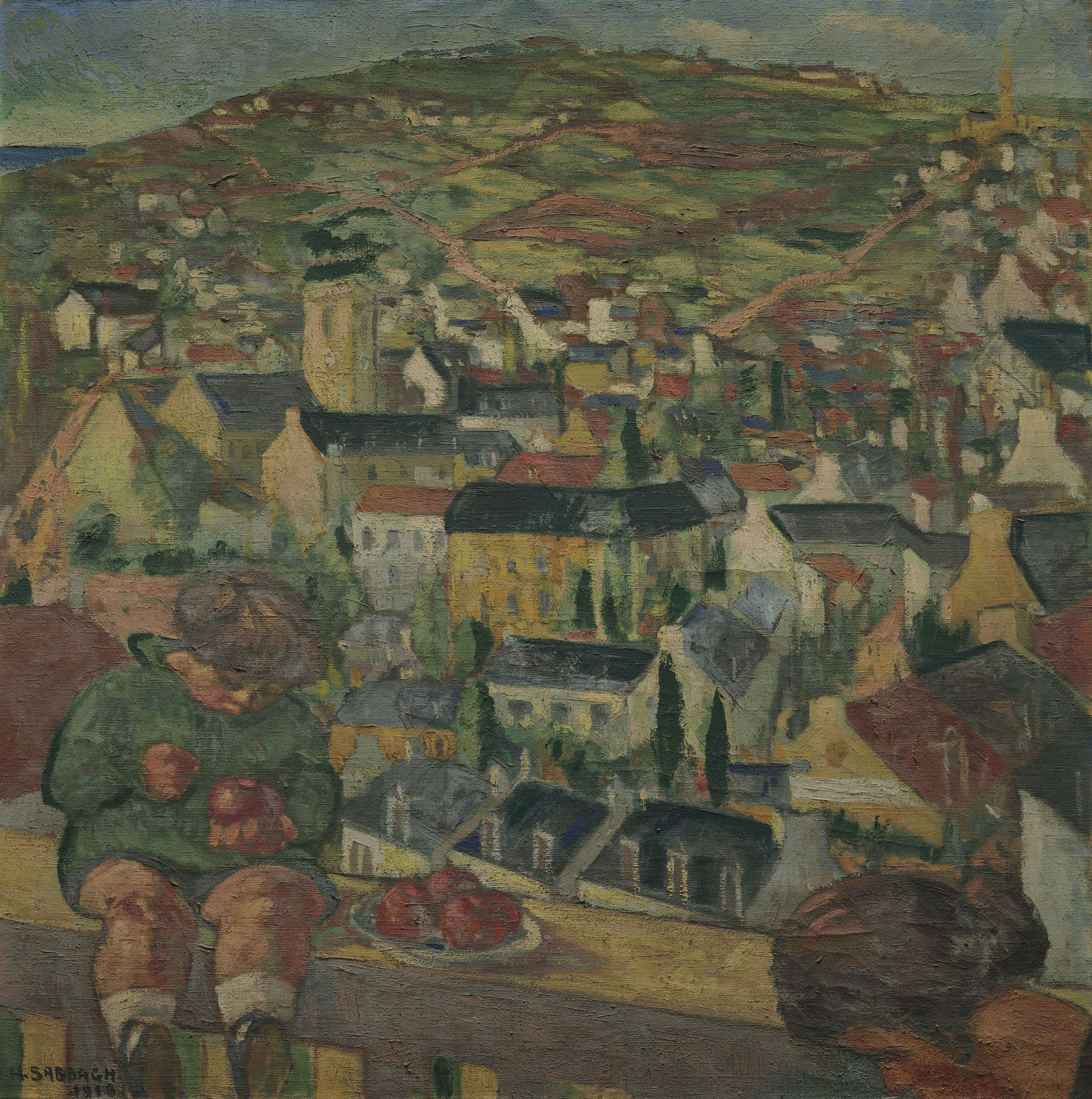
Georges Sabbagh Paisaje

Georges Hanna Sabbagh, nacido el 18 de agosto de 1887 en Alejandría y muerto el 9 de diciembre de 1951 en París, fue un pintor francés de origen egipcio.

## Biografía

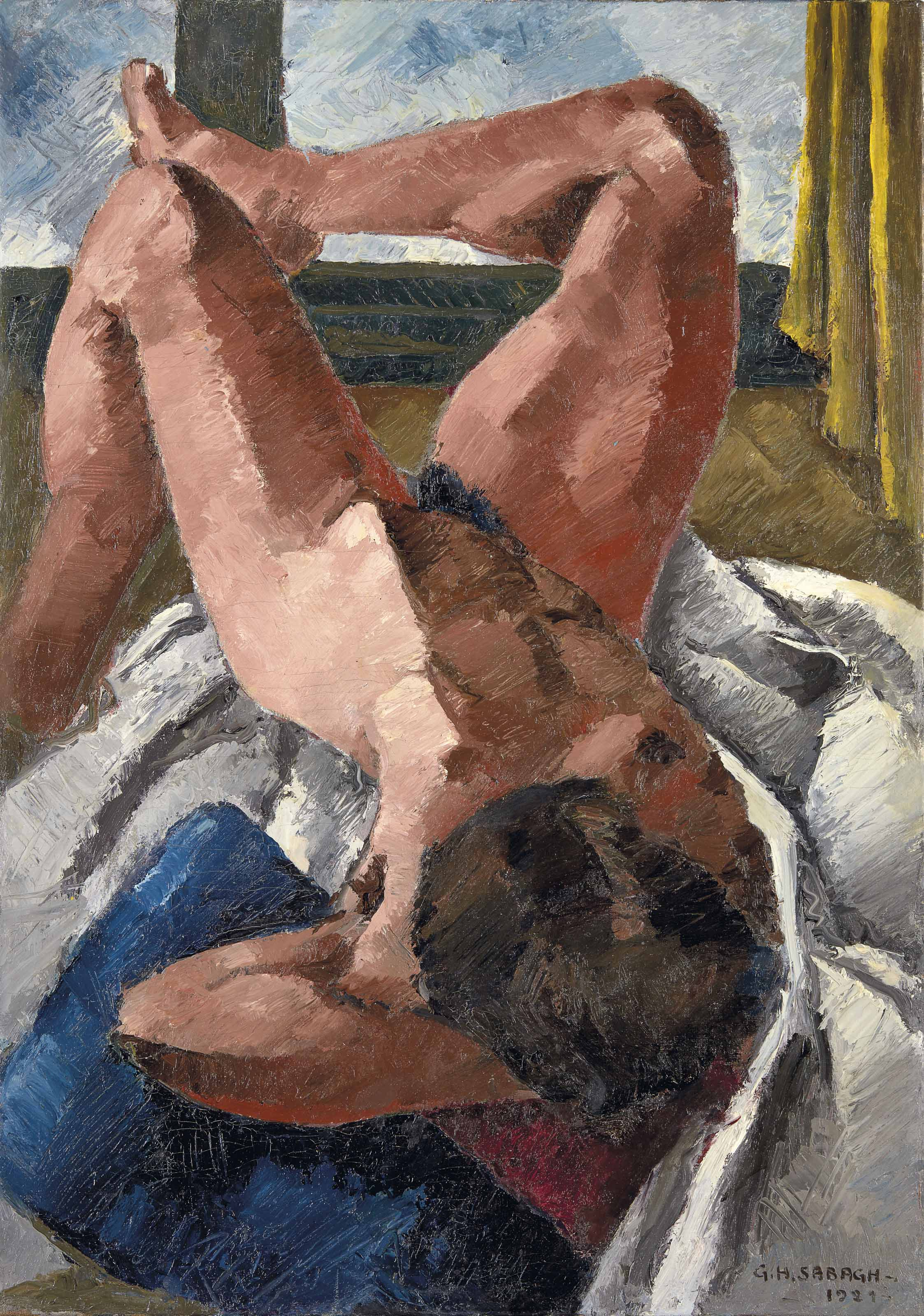
Desnudo reclinado

Georges Sabbagh nació en Egipto en el seno de una acomodada familia cristiana sirio-libanesa. En 1897, tomó sus primeras lecciones de dibujo en El Cairo. En 1906 continuó sus estudios en París, donde fue a vivir con su hermana mayor. En 1910, asistió a la Academia Ranson donde sus maestros fueron los pintores Nabis, Maurice Denis, Paul Sérusier y Félix Vallotton. En 1914, se alistó en el ejército británico para participar en la Primera Guerra Mundial.

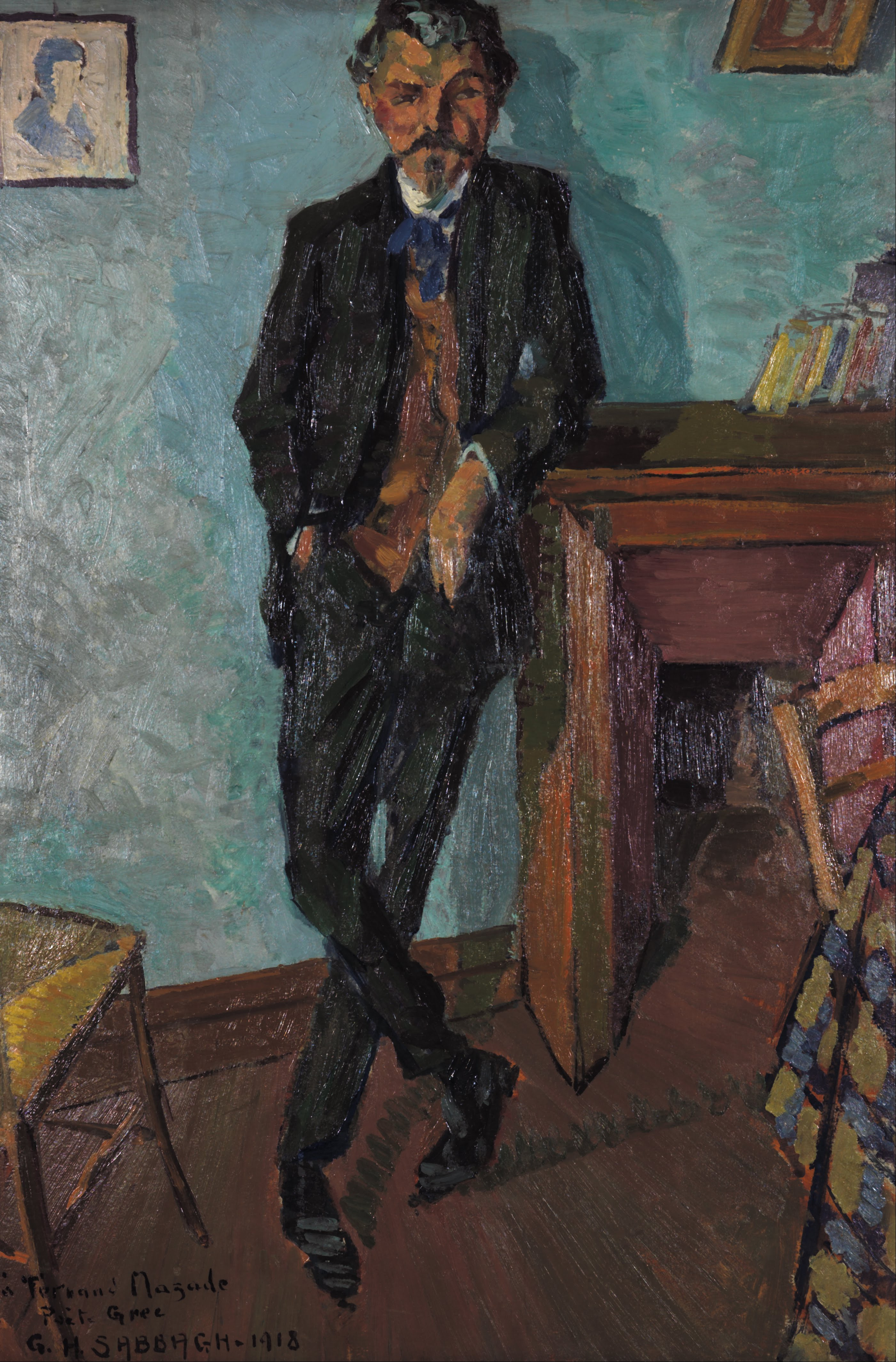
Fernand Mazade, poeta griego.

El 3 de enero de 1916 se casó en París el 16 con Agnes Humbert, hija del senador Charles Humbert, con quien tuvo dos hijos: Jean Sabbagh, que se convertirá en contralmirante de la Armada francesa, y Pierre Sabbagh, futuro hombre de televisión.
De 10 al 31 de diciembre de 1917 hizo su primera exposición en París en la galería Chéron. Hay que destacar que pintaba en Bretaña todos los veranos, en Perros-Guirec, donde permaneció en verano desde 1916 a 1936 y mandó construir una casa llamada Djeser Ka Ra en 1933 en Ploumanac'h. En 1925, compró allí un balandro de Carantec que llevaba los nombres de sus dos hijos Jean-Pierre y con el que navega. En otoño, también iba a Crozant en el Limousin y pintó allí muchos paisajes que lo vinculan con la Escuela de Crozant. En 1920, regresó a Egipto, por primera vez desde su llegada a París, para el entierro de su madre. En 1920 y 1921, los retratos de Los Sabbagh en La Clarté, Los Sabbagh en París y un desnudo Le nu à la fur fueron los puntos focales del Salon d'Automne y del Salon des Indépendants. Expuso en París en las galerías de Bernheim, Druet y Weill de 1920 a 1936 y luego en Bélgica, Egipto y Suiza.
En 1927 se produce su consagración con La Alegoría del baño y el inicio de una serie de misiones oficiales en Egipto en representación de la Secretaría de Estado de Bellas Artes. En noviembre de 1928 expone en la galería Allard y en 1929 abre un taller en El Cairo junto al museo. Ese mismo año, fue nombrado caballero de la Legión de Honor y luego obtuvo la nacionalidad francesa en 1930.
En 1933, Georges Sabbagh fue nombrado presidente de la sección de pintura del Salon d'Automne. En 1936, realizó un viaje al Líbano a la región de Hammana. El 18 de junio de 1937 se divorcia y reside en Egipto, desde 1936 a 1945 . En 1946 fue comisario general de una exposición nacional que reunió en Argel las obras de las colecciones francesas de varios museos orientales.

En abril de 1951, expuso en la galería Motte de Ginebra y realizó una última exposición en París donde murió repentinamente a los 64 años en su casa del distrito VII.

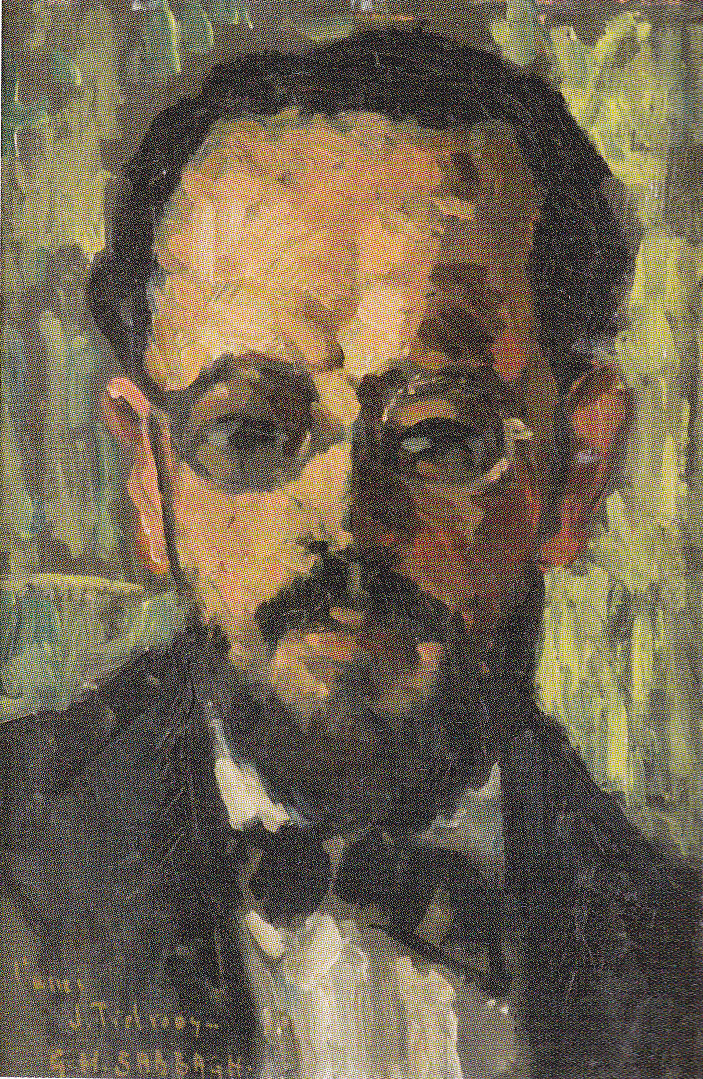
Retrato de Johannes Tielrooy

## Museos

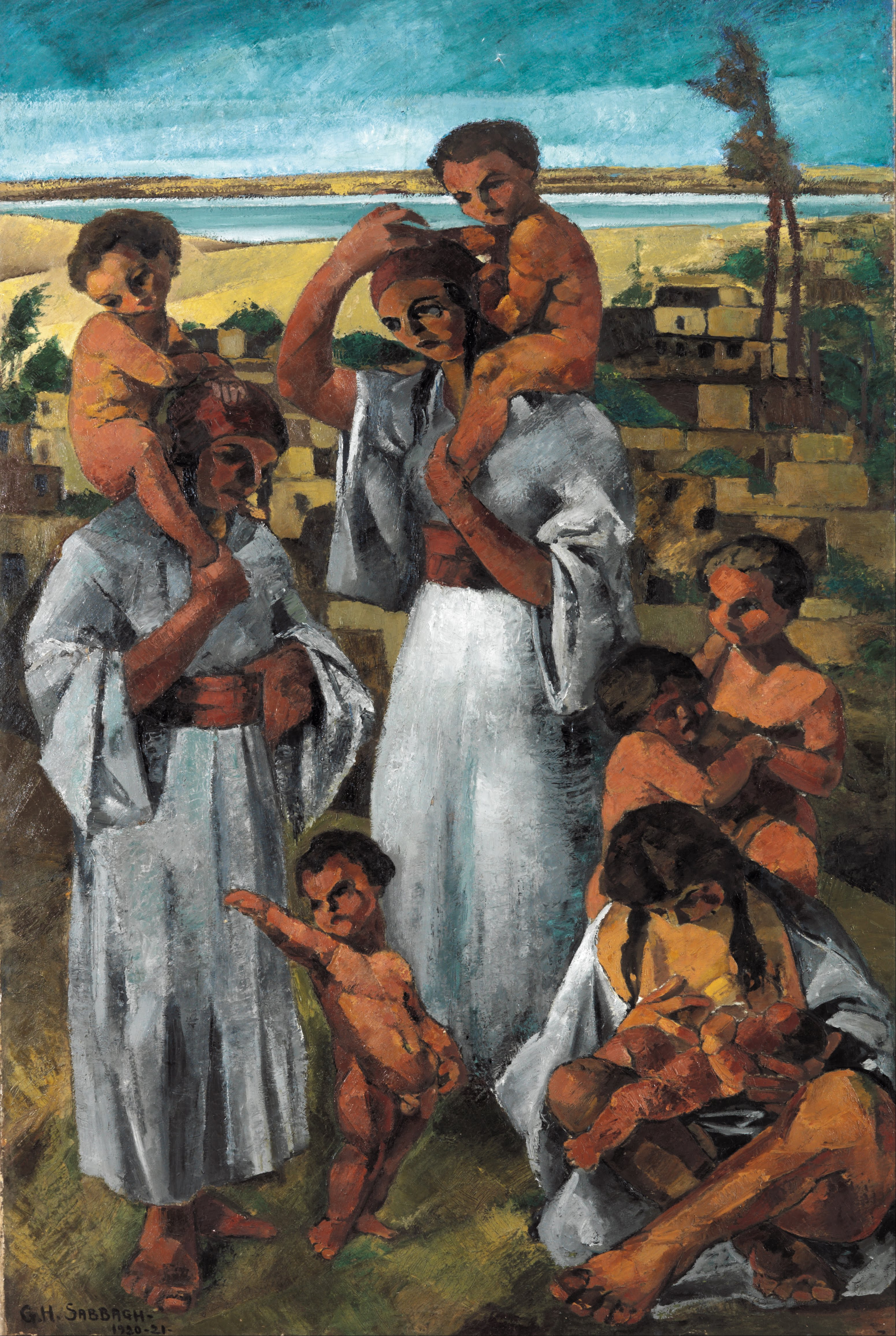
Maternidades árabes.

- Fernand Mazade, 1918, Mathaf : Museo Árabe de Arte Moderno, Doha
- Alegoría de la paz, 1918, Musée de la Princerie, Verdun
- Síntesis de Ploumanac'h, 1920, Museo Departamental de Oise, Beauvais[12]
- La Chapelle de la Clarté, 1920, Museo de los años treinta, Boulogne-Billancourt
- Les Sabbagh à la Clarté, 1920, Musée national d'art moderne, París[13]
- El vestido azul, 1920, Museo Departamental Maurice-Denis, Saint-Germain-en-Laye
- Maternidades árabes, 1920-1921, Mathaf: Museo Árabe de Arte Moderno, Doha
- El Sabbagh en París, 1921, Musée de Grenoble[14]
- El desnudo peludo, 1921, Museo de los años treinta
- Retrato de Johannes Tielrooy, 1921, Nederlands Letterkundig Museum, La Haya
- Venus Anadyomene, 1922, Museo de los años treinta
- Verano de 1922, Museo de los años treinta
- El Juicio de París, 1923, Museo de Río de Janeiro
- Nu à la vague, 1925, Centre Pompidou, París[15]
- La Creuse de Crozant, 1925, Ayuntamiento de Crozant
- Asuán, 1930, Museo de Arte Moderno, El Cairo
- El convento copto de Saint-Simeon, 1930
- Marine, 1931, Museo de Arte Moderno André-Malraux, Le Havre